# Liste der olympischen Medaillengewinner aus der Mongolei
Das Nationale Olympische Komitee der Mongolei wurde 1956 gegründet und 1962 vom Internationalen Olympischen Komitee aufgenommen.

## Medaillenbilanz
Bislang konnten 30 Sportler aus der Mongolei 31 olympische Medaillen erringen (2 × Gold, 12 × Silber und 17 × Bronze). Die Mongolei hat vor 2008 mehr Bronze- und Silbermedaillen gewonnen, ohne dass eine Goldmedaille dazugekommen wäre, als jede andere Nation. Dafür wurde sie 2008 in Peking dann mit gleich zwei Goldmedaillen und zwei Silbermedaillen belohnt, die bisher deutlich erfolgreichste Ausbeute.
| Mongolei bei den Olympischen Sommerspielen                                        | Mongolei bei den Olympischen Sommerspielen | Mongolei bei den Olympischen Sommerspielen | Mongolei bei den Olympischen Sommerspielen | Mongolei bei den Olympischen Sommerspielen | Mongolei bei den Olympischen Sommerspielen |      | Mongolei bei den Olympischen Winterspielen | Mongolei bei den Olympischen Winterspielen | Mongolei bei den Olympischen Winterspielen | Mongolei bei den Olympischen Winterspielen | Mongolei bei den Olympischen Winterspielen | Mongolei bei den Olympischen Winterspielen |
| Jahr                                                                              | Gold                                       | Silber                                     | Bronze                                     | Gesamt                                     | Rang                                       | Jahr | Gold                                       | Silber                                     | Bronze                                     | Gesamt                                     | Rang                                       |                                            |
| 1964                                                                              | 0                                          | 0                                          | 0                                          | 0                                          |                                            |      | 1964                                       | 0                                          | 0                                          | 0                                          | 0                                          |                                            |
| 1968                                                                              | 0                                          | 1                                          | 3                                          | 4                                          | 34                                         |      | 1968                                       | 0                                          | 0                                          | 0                                          | 0                                          |                                            |
| 1972                                                                              | 0                                          | 1                                          | 0                                          | 1                                          | 33                                         |      | 1972                                       | 0                                          | 0                                          | 0                                          | 0                                          |                                            |
| 1976                                                                              | 0                                          | 1                                          | 0                                          | 1                                          | 34                                         |      | 1976                                       | –                                          | –                                          | –                                          | –                                          | –                                          |
| 1980                                                                              | 0                                          | 2                                          | 2                                          | 4                                          | 27                                         |      | 1980                                       | 0                                          | 0                                          | 0                                          | 0                                          |                                            |
| 1984                                                                              | –                                          | –                                          | –                                          | –                                          | –                                          |      | 1984                                       | 0                                          | 0                                          | 0                                          | 0                                          |                                            |
| 1988                                                                              | 0                                          | 0                                          | 1                                          | 1                                          | 46                                         |      | 1988                                       | 0                                          | 0                                          | 0                                          | 0                                          |                                            |
| 1992                                                                              | 0                                          | 0                                          | 2                                          | 2                                          | 52                                         |      | 1992                                       | 0                                          | 0                                          | 0                                          | 0                                          |                                            |
| 1996                                                                              | 0                                          | 0                                          | 1                                          | 1                                          | 71                                         |      | 1994                                       | 0                                          | 0                                          | 0                                          | 0                                          |                                            |
| 2000                                                                              | 0                                          | 0                                          | 0                                          | 0                                          |                                            |      | 1998                                       | 0                                          | 0                                          | 0                                          | 0                                          |                                            |
| 2004                                                                              | 0                                          | 0                                          | 1                                          | 1                                          | 71                                         |      | 2002                                       | 0                                          | 0                                          | 0                                          | 0                                          |                                            |
| 2008                                                                              | 2                                          | 2                                          | 0                                          | 4                                          | 31                                         |      | 2006                                       | 0                                          | 0                                          | 0                                          | 0                                          |                                            |
| 2012                                                                              | 0                                          | 2                                          | 3                                          | 5                                          | 56                                         |      | 2010                                       | 0                                          | 0                                          | 0                                          | 0                                          |                                            |
| 2016                                                                              | 0                                          | 1                                          | 1                                          | 2                                          | 67                                         |      | 2014                                       | 0                                          | 0                                          | 0                                          | 0                                          |                                            |
| 2020                                                                              | 0                                          | 1                                          | 3                                          | 4                                          | 71                                         |      | 2018                                       | 0                                          | 0                                          | 0                                          | 0                                          |                                            |
| 2024                                                                              | 0                                          | 1                                          | 0                                          | 1                                          | 74                                         |      | 2022                                       | 0                                          | 0                                          | 0                                          | 0                                          |                                            |
| Gesamt                                                                            | 2                                          | 12                                         | 17                                         | 31                                         |                                            |      | Gesamt                                     | 0                                          | 0                                          | 0                                          | 0                                          |                                            |
| \| \| Gold \| Silber \| Bronze \| Gesamt \| \| Ges. S+W \| 2 \| 12 \| 17 \| 31 \| |                                            |                                            |                                            |                                            |                                            |      |                                            |                                            |                                            |                                            |                                            |                                            |
|                                                                                   | Gold                                       | Silber                                     | Bronze                                     | Gesamt                                     |                                            |      |                                            |                                            |                                            |                                            |                                            |                                            |
| Ges. S+W                                                                          | 2                                          | 12                                         | 17                                         | 31                                         |                                            |      |                                            |                                            |                                            |                                            |                                            |                                            |

## Medaillengewinner
| Medaille | Vatersname Eigenname           | Jahr | Sportart | Variante, Gewichtsklasse           | Geschlecht |
| -------- | ------------------------------ | ---- | -------- | ---------------------------------- | ---------- |
| Silber   | Dschigdschidiin Mönchbat       | 1968 | Ringen   | Freistil, Mittelgewicht (- 87 kg)  | Männer     |
| Bronze   | Tschimedbadsaryn Damdinscharaw | 1968 | Ringen   | Freistil, Fliegengewicht (- 52 kg) | Männer     |
| Bronze   | Dandsandardschaagiin Sereeter  | 1968 | Ringen   | Freistil, Leichtgewicht (- 70 kg)  | Männer     |
| Bronze   | Tömöriin Artag                 | 1968 | Ringen   | Freistil, Weltergewicht (- 78 kg)  | Männer     |
| Silber   | Chorloogiin Bajanmönch         | 1972 | Ringen   | Freistil, Schwergewicht (- 100 kg) | Männer     |
| Silber   | Dsewegiin Oidow                | 1976 | Ringen   | Freistil, Federgewicht (- 62 kg)   | Männer     |
| Silber   | Tsendiin Damdin                | 1980 | Judo     | Halbleichtgewicht (- 65 kg)        | Männer     |
| Silber   | Dschamtsyn Dawaadschaw         | 1980 | Ringen   | Freistil, Weltergewicht (- 74 kg)  | Männer     |
| Bronze   | Rawdangiin Dawaadalai          | 1980 | Judo     | Leichtgewicht (- 71 kg)            | Männer     |
| Bronze   | Dugarsürengiin Ojuunbold       | 1980 | Ringen   | Freistil, Bantamgewicht (- 57 kg)  | Männer     |
| Bronze   | Nergüin Enchbat                | 1988 | Boxen    | Leichtgewicht (- 60 kg)            | Männer     |
| Bronze   | Namdschilyn Bajarsaichan       | 1992 | Boxen    | Leichtgewicht (- 60 kg)            | Männer     |
| Bronze   | Munkhbayar Dorjsuren           | 1992 | Schießen | Sportpistole                       | Frauen     |
| Bronze   | Dordschpalamyn Narmandach      | 1996 | Judo     | Superleichtgewicht (- 60 kg)       | Männer     |
| Bronze   | Chaschbaataryn Tsagaanbaatar   | 2004 | Judo     | Superleichtgewicht (- 60 kg)       | Männer     |
| Silber   | Otrjadyn Gündegmaa             | 2008 | Schießen | Sportpistole 25 m                  | Frauen     |
| Gold     | Naidangiin Tüwschinbajar       | 2008 | Judo     | Halbschwergewicht (- 100 kg)       | Männer     |
| Silber   | Pürewdordschiin Serdamba       | 2008 | Boxen    | Halbfliegengewicht (- 48 kg)       | Männer     |
| Gold     | Enchbatyn Badar-Uugan          | 2008 | Boxen    | Bantamgewicht (- 54 kg)            | Männer     |
| Silber   | Naidangiin Tüwschinbajar       | 2012 | Judo     | Halbschwergewicht (- 100 kg)       | Männer     |
| Silber   | Njambajaryn Tögstsogt          | 2012 | Boxen    | Fliegengewicht (- 52 kg)           | Männer     |
| Bronze   | Urantschimegiin Mönch-Erdene   | 2012 | Boxen    | Halbweltergewicht (- 64 kg)        | Männer     |
| Bronze   | Saindschargalyn Njam-Otschir   | 2012 | Judo     | Leichtgewicht (- 73 kg)            | Männer     |
| Bronze   | Sorondsonboldyn Battsetseg     | 2012 | Ringen   | Freistil (- 63 kg)                 | Frauen     |
| Bronze   | Dordschnjambuugiin Otgondalai  | 2016 | Boxen    | Leichtgewicht                      | Männer     |
| Silber   | Dordschsürengiin Sumjaa        | 2016 | Judo     | Leichtgewicht                      | Frauen     |
| Silber   | Saeid Mollaei                  | 2020 | Judo     | Halbmittelgewicht (- 81 kg)        | Männer     |
| Bronze   | Tsend-Otschiryn Tsogtbaatar    | 2020 | Judo     | Leichtgewicht (- 73 kg)            | Männer     |
| Bronze   | Mönchbatyn Urantsetseg         | 2020 | Judo     | Superleichtgewicht (-48 kg)        | Frauen     |
| Bronze   | Bat-Otschiryn Bolortujaa       | 2020 | Ringen   | Bantamgewicht (- 53 kg)            | Frauen     |
| Silber   | Bawuudordschiin Baasanchüü     | 2024 | Judo     | Superleichtgewicht (- 48 kg)       | Frauen     |